# Milton Millas
Milton Miguel Millas Baüerle (Santiago, 6 de abril de 1947) es un periodista deportivo chileno.

## Carrera profesional

### Radio
Milton Millas comenzó su carrera radial en septiembre de 1976 como relator del programa deportivo Acción Deportiva en la desaparecida Radio Bulnes junto a Max Walter Kautz, Juan Carlos "Caco" Villalta, Carlos Alberto Bravo, Darío Verdugo Petit, Santiago Chavarría Fuentealba, Manuel Antonio Larraín y Juan Carlos Oñate.
En 1977, Millas y el equipo de Acción Deportiva se fueron a la entonces Radio Universidad Técnica del Estado (hoy Radio Usach), sumando a Hans Marwitz como relator y a un debutante Roberto Enrique Vallejos como informador de cancha. Millas también trabajaba como reportero del programa Panorama Deportivo de Radio Agricultura con Víctor Eduardo Alonso. Más tarde trabajó en el espacio Deportes en Cooperativa en la emisora del mismo nombre entre 1978 y 1979 con Gustavo Aguirre, Caco Villalta, Kautz, Marwitz, Vallejos y Oscar Hernán Guzmán. 
Desde 1982 Millas relató fútbol en Radio Nacional de Chile, primero en el programa Chile Deportivo, dirigido por Gustavo Aguirre; para luego conducir y dirigir su propio programa deportivo, el recordado y querido Más Deporte de Radio Nacional de Chile entre 1983 y finales de 1993.[cita requerida]. Más Deporte llegó a ser el programa deportivo radial N° 1 de Chile, con un equipo de lujo compuesto entre otras figuras, por exfutbolistas de la talla de Néstor Isella, Sergio Livingstone, Alberto Fouillioux y Elías Figueroa, destronando así al exitoso programa deportivo Deporte Total de Radio Minería, cuando Radio Nacional de Chile fichó en 1986 y por idea de Milton Millas, al "Sapo" Livingstone, quien hasta ese entonces hacía dupla imbatible con Julio Martínez "Jota Eme" en ese recordado programa.
En enero de 1994 Millas volvió a Radio Agricultura donde si bien pudo llevarse a su equipo de Radio Nacional de Chile, no pudo hacer lo mismo con el nombre del programa Más Deporte pues éste no le pertenecía a él sino a la radio, creando por tanto, dirigiendo y conduciendo el nuevo programa deportivo Viva el Deporte, el cual tiempo después tuvo que cambiar de nombre a Deportes en Agricultura en julio de 1998, debido a una demanda de Radio Rancagua por el uso de esa marca, donde continuó compartiendo con "su equipo de siempre": Sergio Livingstone, Alberto Fouillioux, Héctor Vega Onesime, Marco Antonio Cumsille, Juan Carlos "Caco" Villalta, Patricio Díaz, Patricio Yáñez, Pedro Carcuro, Pedro García, Julio Martínez, Danilo Díaz, Juan Cristóbal Guarello, Luis Santibáñez, Fernando Solabarrieta, Francisco Sagredo, entre otros, dejando la emisora el 26 de diciembre de 2017, debido a diferencias con la dirección de la emisora.

### Televisión
Milton Millas debutó en el antiguo Canal 9 de la Universidad de Chile (hoy Chilevisión), donde trabajó entre julio de 1979 y junio de 1985. En ese canal fue parte de Noticias con Patricio Bañados (1979-1980), Teleonce Noticias (1980-1982), Hablemos de Fútbol y Boxeo de Gala (junto a Edgardo Marín, 1980), Lo Mejor del Boxeo (1981-1982, 1984-1985), Teleonce al despertar (1982-1983), En directo (1982-1983), 525 Líneas (1983), Panorama (1983-1985) y Deporte en Vivo (1984-1985), además de las transmisiones de la Copa América 1979, el Mundialito de Uruguay 1980-1981, la Copa Libertadores 1981, la Copa Davis 1981, la Bundesliga y los Juegos Olímpicos de Los Ángeles 1984.[cita requerida]
En abril de 1986 Millas llegó a Canal 13, donde relató la Copa Libertadores entre 1987 y 1990 y los mundiales de fútbol de México 86 e Italia 90. Luego de la transmisión de esa copa mundial, en octubre de 1990 emigró a Megavisión, donde condujo el programa deportivo Más Gol (1992-1997), junto al destacado periodista argentino Héctor Vega Onesime. La dupla Millas-Vega Onesime estuvo a cargo de las transmisiones del fútbol chileno entre 1992 y 1994, la Liga Española de Fútbol (1992-1996), las Copa Libertadores 1991, 1992 y 1996 y las Copas América Chile '91, Ecuador '93, Uruguay '95 y Bolivia '97. Millas también realizó partidos de tenis. Millas y Vega Onesime dejaron Megavisión en diciembre de 1997.[cita requerida]
En mayo de 2006 Millas regresó a la televisión en Telecanal, donde condujo Como en la radio hasta octubre de 2008. En ese programa, donde compartió pantalla con Mario Mauriziano, Patricio Yáñez y Juvenal Olmos, se realizó la primera entrevista televisiva en vivo al futbolista Arturo Vidal, en ese entonces jugador de la Selección de fútbol sub-20 de Chile.
En noviembre de 2015, luego de 7 años alejado de la televisión, Millas estrenó el programa 92.1 Fútbol y Más -basado en el programa radial Deportes en Agricultura- en el Canal del Fútbol (CDF), que también estaba integrado por Pedro Carcuro, Patricio Yáñez y Caco Villalta. El programa finalizó sus emisiones el 23 de diciembre de 2017.[cita requerida]